# King Charles (film, 1913)
Pour les articles homonymes, voir King Charles.
Pour plus de détails, voir Fiche technique et Distribution.
King Charles (« (Le) Roi Charles ») est un film britannique réalisé par Wilfred Noy, sorti en 1913.
Ce film muet en noir et blanc est l'adaptation d'une nouvelle de William Harrison Ainsworth, Ovingdean Grange.

## Synopsis
Après la défaite de son armée à la bataille de Worcester, le roi d'Angleterre Charles II parvient à s'échapper en France.

## Fiche technique
- Titre original : King Charles
- Réalisation : Wilfred Noy
- Scénario : Low Warren, d'après un roman de William Harrison Ainsworth, Ovingdean Grange (1860)
- Société de production : Clarendon Film Company (en)
- Société de distribution : Clarendon Film Company
- Pays d'origine :  Royaume-Uni
- Langue : anglais
- Format : Noir et blanc – 1,33:1 – 35 mm – Muet
- Genre : drame historique
- Longueur de pellicule : 1 255 m (4 bobines)
- Année : 1913
- Dates de sortie :
  -  Royaume-Uni : septembre 1913

## Distribution
- P. G. Ebbutt : le roi Charles II (King Charles II)
- Dorothy Bellew (en) : Dulcia Beard